# NGC 3149
NGC 3149 je galaksija u zviježđu Kameleonu.

## Vanjske poveznice
- SEDS: NGC 3149